# Welch (Texas)
Pour les articles homonymes, voir Welch.
Welch est une census-designated place située dans le comté de Dawson, dans l’État du Texas, aux États-Unis. Sa population s’élevait à 222 habitants lors du recensement de 2010.